# Мачхвареті
Мачхвареті (груз. მაჩხვარეთი) — село в Грузії.
За даними перепису населення 2014 року в селі проживає 525 осіб.